# Marolles-lès-Saint-Calais
Marolles-lès-Saint-Calais è un comune francese di 287 abitanti situato nel dipartimento della Sarthe nella regione dei Paesi della Loira.
Il territorio comunale è bagnato dalle acque del fiume Braye.

## Storia

### Simboli
Lo stemma è stato adottato nel 2021. Il covone di grano in campo verde rappresenta l'agricoltura, il pastorale ricorda che l'abate di Saint-Calais deteneva la signoria del paese mentre l'aquila è simbolo di san Giovanni, patrono della parrocchia.

## Società

### Evoluzione demografica
Abitanti censiti